# Turniej o Srebrną Ostrogę Ilustrowanego Kuriera Polskiego 1960
II turniej Srebrnej Ostrogi IKP – druga odsłona zawodów żużlowych, w których zawodnicy ścigali się o nagrodę przechodnią zwaną "Srebrną Ostrogą". Turniej odbył się 7 września 1960. Zwyciężył Jan Malinowski.

## Wyniki
źródło
- 7 września 1960, Stadion LPŻ Toruń

| Msc. | Zawodnik            | Klub              | Pkt  |         |  |
| ---- | ------------------- | ----------------- | ---- | ------- |  |
| 1    | Jan Malinowski      | Stal Rzeszów      | 12   | 3,3,3,3 |  |
| 2    | Norbert Świtała     | Polonia Bydgoszcz | 11   | b.d.    |  |
| 3    | Edmund Migoś        | Stal Gorzów Wlkp  | 9    | b.d.    |  |
| -    | Tadeusz Jaworski    | LPŻ Toruń         | b.d. | b.d.    |  |
| -    | Wiesław Rutkowski   | Polonia Piła      | b.d. | b.d.    |  |
| -    | Wiktor Brzozowski   | Stal Rzeszów      | b.d. | b.d.    |  |
| -    | Marian Rose         | LPŻ Toruń         | b.d. | b.d.    |  |
| -    | Czesław Odrzywolski | Start Gniezno     | b.d. | b.d.    |  |
| -    | Bogdan Kowalski     | LPŻ Toruń         | b.d. | b.d.    |  |
| -    | Bogdan Sargun       | LPŻ Toruń         | b.d. | b.d.    |  |
| -    | Stanisław Ptak      | LPŻ Toruń         | b.d. | b.d.    |  |
| -    | Rajmund Świtała     | Polonia Bydgoszcz | b.d. | b.d.    |  |
| -    | Marian Kwarciński   | Start Gniezno     | b.d. | b.d.    |  |